# Asiatisk beckasinsnäppa
Asiatisk beckasinsnäppa (Limnodromus semipalmatus) är en fåtalig fågelart i familjen snäppor inom ordningen vadarfåglar.

## Utseende
Asiatisk beckasinsnäppa är lik myrspoven men är något mindre (34-36 centimeter i kroppslängd). Huvudet är fyrkantigt och den svarta näbben bred vid basen med svullen spets. I häckningsdräkt är undersidan tegelröd, vintertid kraftigt streckad både ovan och under. I flykten syns ett diffust vingband och grå stjärt.

Asiatisk beckasinsnäppa i vinterdräkt.

Arten kan förväxlas med myrspov av underarten baueri, men asiatisk beckasinsnäppa har vita vingundersidor. Större och mindre beckasinsnäppa har båda vitt på ryggen samt breda vita vingbakkanter.

## Läte
Fågelns kontaktläten beskrivs som en avlägsen människoröst, på engelska återgivet som kiaow. Ett mjukt kewik-kewik-kewik-ku hörs på häckplats.

## Utbredning och systematik
Asiatisk beckasinsnäppa är en flyttfågel som häckar i Sibirien och Manchuriet och övervintrar i Sydasien och norra Australien. Den har tillfälligt påträffats även i Kenya samt november 2015-januari 2016 även i Oman. Ett tidigare avfärdat fynd från Jemen 1958 granskas nu på nytt. Arten behandlas som monotypisk, det vill säga att den inte delas in i några underarter. 

## Levnadssätt
Arten häckar i vidsträckta våtmarker på stäpp eller skogsstäpp, i miljöer som sjöstränder, floddeltan, översvämmade gräsmarker och kortbevuxna myrmarker utmed floder. Den bildar små kolonier med sex till 20 par, ofta tillsammans med vitvingad tärna. Äggläggning varierar efter vattennivå, men oftast mellan slutet av maj och början av juni. Fågeln anländer övervintringsområdet i september och återvänder till häckningsplatserna i april. Den tillbringar vintern i skyddade kustnära områden, som tidvattensslätter, laguner och saliner. Arten lever sommartid av småfisk, insektslarver och daggmaskar, vintertid även mollusker och havsborstmaskar.

## Status och hot
Asiatisk beckasinsnäppa är en fåtalig art, med en uppskattad världspopulation på endast 23.000 individer. Det finns inga data om dess utveckling, men den tros minska i antal till följd av miljöförstöring i dess övervintringsområden. Man tror också att arten i framtiden kommer påverkas negativt av klimatförändringar.